# 호수의 여인
호수의 여인(이탈리아어: La donna del lago)은 조아키노 로시니에 의해 작곡된 2막의 이탈리아어 오페라로, 월터 스코트 경의 시를 기초로, 작곡가가 안드레아 레온 토톨라와 함께 대본을 작성하였다. 로시니는 스코틀랜드를 배경으로, 앵거스 백작인 더글라스와 스코틀랜드의 제임스 5세간의 권력 투쟁을 오페라 안에서 묘사한다. 이 작품은 생생한 농축과 낭만적인 줄거리를 사냥 호른 소리와 신비한 하프 소리, 큰 규모의 합창과 악단의 소리가 무대 안과 무대 밖에서 드러낸다. 이 작품의 초연은 이탈리아 나폴리, 산 카를로 극장에서 1819년 10월 24일에 열렸다.

## 작곡 배경
호수의 여인은 로시니의 일련의 오페라 중 29번째 작품이다. 나폴리에 위치한 산 카를로 극장을 위하여 작곡되었으며, 월터 스코트의 낭만적인 작품들 중에서 기초가 된 첫 번째 작품이다. 비록 오늘날 스코트의 작품 중, 도니제티의 [《람메르무어의 루치아》가 가장 유명하지만, 오페라 대본의 기초로서의 스코트의 인기는 로시니의 작품 이후 빠르게 확장되었다. 1840년까지 호수의 여인의 발표 21년간 스코트의 작품에 기초하여, 적어도 25개의 이탈리아어 오페라와 작곡되었으며, 독일어, 프랑스어, 영어권 작곡가들에 의한 것들이 있다. (The Bel Canto Operas. Charles Osborne. Methuen 1994. p. 94)
비록 그 당시 스코트의 작품 어떠한 것이 이탈리아어로 발간되지 않았으나, 로시니는 호수의 여인을 프랑스어 번역으로 읽고, 거기서 영감을 얻었다. 그는 1819년 6월 초에 나폴리로 돌아가, 9월 초까지 작곡을 마쳤다. 9월 24일의 초연에서 오페라는 미지근한 반응을 얻었으나, 뒤따르는 공연에서 좋은 반응을 얻었다. 이 작품은 뒤이어 12년간 산 카를로 극장의 고정 공연 목록으로 남았다. 호수의 여인이 작곡된 후 5년간, 이탈리아 전역과 드레스덴, 뮌헨, 리스본, 빈, 바르셀로나, 상트페테르부르크, 파리, 런던 등에서 공연되었다.

## 줄거리
- 배경 - 1530년 스코틀랜드

### 1막
엘레나는 스코틀랜드 고지 지방의 대장이자, 제임스 5세의 궁정으로부터 추방당한 더글라스의 딸로 젊고 잘생긴 전사인 말콤을 사랑한다. 그러나 그녀의 아버지는 반란군의 지도자인 로드리고와 결혼하길 원한다. 카트린 호를 건너 엘레나는 사냥단에서 분리된 우베르토와 마주치게 되고, 그에게 가족의 오두막을 쉼터로 제공한다. 오두막에서 엘레나의 친구들은 그녀의 다가올 결혼식에 대하여 얘기하나, 엘레나는 그는 로드리고를 사랑하지 않으며, 그녀의 마음은 다른 이에게 속해있다고 말한다. 엘레나에게 반한 우베르토는 그녀의 말에 용기를 얻고, 그녀가 자신의 감정에 답하는 것이라 믿는다.
모두가 자리를 뜬 후, 말콤이 등장하여, 그의 희망과 두려움을 표현한다. 그는 더글라스와 그의 하인인 세라노가 오두막에 다가가는 것을 보고는 몸을 숨기고, 더글라스가 엘레나에게 로드리고와의 결혼을 강요하는 것을 엿듣게 된다. 그의 딸이 아버지의 소망에 따를 것을 거절하자, 더글라스는 성이 나서 사라진다. 말콤과 엘레나는 그들의 사랑과 정절을 재확인한다.
반란군이 광장에 모인다. 로드리고는 엘레나를 향한 자신의 사랑을 선포한다. 말콤은 자신을 따리는 무리와 등장하며, 로드리고의 군대에 합류하여 그들의 공동의 적인 왕과 그의 궁정의 지지자들에 맞설 것에 동의한다. 엘레나의 마음을 향한 라이벌 사이의 긴장감이 고조되나, 세라노가 적이 다가오고 있음을 알리자, 개인적인 일은 제쳐치게 된다. 로드리고는 모두를 무장하라고 알린다.

### 2막
우베르토는 여전히 변장한 채로 돌아와, 엘레나에게 자신의 사랑을 고백한다. 엘레나는 그에게 자신의 마음이 다른 이에게 가있기 때문에, 오직 우정만을 줄 수 있다고 말한다. 우베르토는 이제 실망하지만, 그녀에게 반지를 건네준다. 이는 스코틀랜드의 왕의 것이라고 말하며, 이 반지는 왕의 도움과 그녀가 필요할 때 보호를 보장해줄 것이라고 약속한다. 그들의 대화를 들은 로드리고는 우베르토가 적임을 인식하고, 그의 군사들을 소집한다. 대결은 결투로 치닫게 되고, 반란군들은 패배하고 로드리고는 사망하게 된다.
엘레나는 제임스 왕에게 붙잡히고 감금된 그의 아버지를 도와달라고 부탁하기 위해 스털링 성으로 간다. 그곳에서 그녀는 우베르토의 진짜 정체를 알게 된다. 더글라스와 말콤 둘다 용서를 받게 되고, 엘레나와 말콤의 결혼이 축복된다.

## 참고 자료
- (영어)Viking Opera Guide ed. Holden (Viking, 1993)
- (영어) 호수의 여인 줄거리 및 분석
- (영어) 호수의 여인 줄거리